# 13269 Dahlstrom
13269 Dahlstrom este un asteroid din centura principală de asteroizi.

## Descriere
13269 Dahlstrom este un asteroid din centura principală de asteroizi. A fost descoperit pe 17 august 1998 la Socorro, New Mexico, în cadrul proiectului LINEAR. Asteroidul prezintă o orbită caracterizată de o semiaxă mare de 2,41 ua, o excentricitate de 0,08 și o înclinație de 5,5° în raport cu ecliptica.